# ТКБ-059
ТКБ-059 (ранний вариант имел обозначение «прибор 3Б») — советский экспериментальный трёхствольный автомат компоновки «булл-пап», разработанный Германом Александровичем Коробовым в 1962 году под патрон 7,62×39 мм.

## История
При разработке ставка делалась на сверхбыструю очередь, при которой автомат не успевает отклониться от отдачи, что обеспечило бы высокую кучность стрельбы. Объединение в одном оружии нескольких стволов позволило реализовать залповый огонь. Темп стрельбы при этом возрос до 1400—1800 выстрелов в минуту. Для унификации автомата некоторые детали и узлы были заимствованы у АК. На государственных испытаниях благодаря практически одновременному выстрелу трёх патронов в очереди автомат действительно показал крайне высокую кучность. Однако специфичность конструкции, сложность снаряжения строенных магазинов, а также невостребованность в замене АКМ определили отказ от принятия этого образца на вооружение.